# Alyah Chanelle Scott
Alyah Chanelle Scott (Pearland, 3 luglio 1997) è un'attrice, regista e produttrice cinematografica statunitense nota principalmente per aver interpretato Whitney Chase nella commedia drammatica HBO Max The Sex Lives of College Girls e Timberly Fox nella commedia Hulu Reboot.

## Biografia

### Primi anni
Alyah Chanelle Scott è nata a Pearland, Texas, sobborgo dell'area metropolitana di Houston. Sua madre è un ingegnere spaziale della NASA mentre il padre lavora nella finanza di un'impresa automobilistica. Ha frequentato la Glenda Dawson High School, diplomandosi nel 2015 per poi conseguire un BFA nel programma di teatro musicale dell'Università del Michigan.

### Carriera
Scott ha trascorso diverse estati prendendo parte a produzioni del Music Theatre Wichita  come Il gobbo di Notre Dame e Pippin. Mentre, durante l'ultimo anno di college, ottiene il ruolo di Nabulungi, la protagonista femminile di The Book of Mormon, per il tour nazionale statunitense del musical. Scott ha preso parte al tour nel luglio 2019, esibendosi in centinaia di repliche fino all'inizio del 2020, quando gli spettacoli sono stati cancellati a causa della Pandemia di COVID-19.
In seguito ha ottenuto il ruolo di Whitney Chase nella serie di Mindy Kaling The Sex Lives of College Girls, debuttata su HBO Max a novembre 2021 e rinnovata per una seconda stagione il mese successivo.
Scott ha inoltre ottenuto il ruolo ricorrente di Timberly Fox nella serie Reboot, di Steve Levitan, in onda su Hulu dal 20 settembre 2022.
Come co-produttrice del team Runyonland Sussman, nel 2023 Scott ha contribuito al revival a Broadway del musical Parade vincendo il Tony Award al miglior revival di un musical. Inoltre è stata candidata al Tony Award per il miglior revival di un'opera teatrale per Casa di bambola di Henrik Ibsen, con Jessica Chastain, sempre in veste di co-produttrice col team OHenry Theatre Nerd Productions / Runyonland MMP. Sempre nel 2023 ha inoltre prodotto i revival dei musical The Sign in Sidney Brustein's Window e Gutenberg! The Musical!, mentre nel 2024 The Wiz.
Scott ha inoltre diretto i video musicali dei singoli di Reneé Rapp Snow Angel e Talk Too Much, rispettivamente usciti a giugno e agosto 2023.

## Filmografia

### Attrice

#### Cinema
- Walk Off, regia di Andrew Howell - cortometraggio (2019)

#### Televisione
- The Sex Lives of College Girls - serie TV, 30 episodi (2021-2025)
- Reboot - serie TV, 2 episodi (2022)
- Hal & Harper - serie TV, episodio 1x01 (2025)

### Regista
- Snow Angel di Reneé Rapp - videoclip musicale (2023)
- Talk Too Much di Reneé Rapp - videoclip musicale (2023)

## Teatro
- The Book of Mormon (Tour nazionale degli Stati Uniti, 2019-2020)